# مسلم نیادوست
مسلم نیادوست (زاده شیراز) یک دونده اهل ایران است.

## افتخارات
- نشان برنز ماده دو ۱۵۰۰ متر در مسابقات قهرمانی آسیا (۲۰۱۷) به میزبانی هندوستان.[۱]